# Parafia św. Michała Archanioła w Grzybowie
Parafia św. Michała Archanioła w Grzybowie – rzymskokatolicka parafia leżąca w granicach dekanatu wrzesińskiego I. Erygowana w 1399.

## Dokumenty
Księgi metrykalne: 
- ochrzczonych od 1866
- małżeństw od 1866
- zmarłych od 1951